# Arnór Atlason
Arnór Atlason, né le 23 juillet 1984 à Reykjavik, est un jouer et entraîneur islandais de handball. Évoluant au poste de demi-centre et d'arrière gauche, il est notamment vice-champion olympique en 2008 avec l'équipe nationale d'Islande.

## Palmarès

### Clubs
compétitions internationales
- finaliste de la coupe de l'EHF en 2005 et 2008

compétitions nationales
- champion du Danemark (4) : 2008, 2011, 2012 et 2017
- vainqueur de la coupe du Danemark (2) : 2009 et 2011
- finaliste de la coupe d'Allemagne en 2013
- finaliste de la Coupe de la Ligue française en 2014

### Équipe nationale
- médaille d'argent aux Jeux olympiques de 2008, Pékin,  Chine
- médaille de bronze au Championnat d'Europe 2010,  Autriche

## Galerie

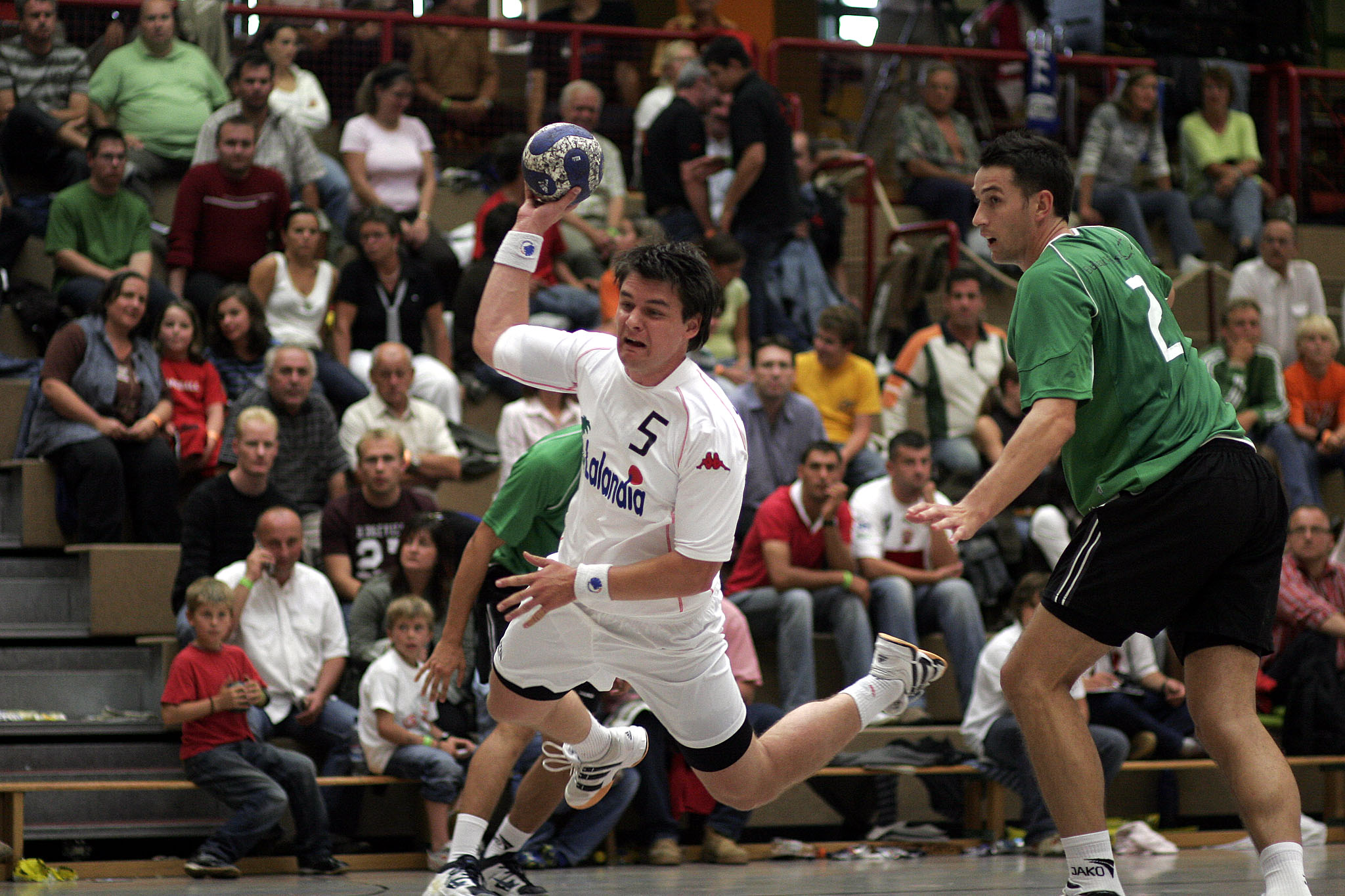
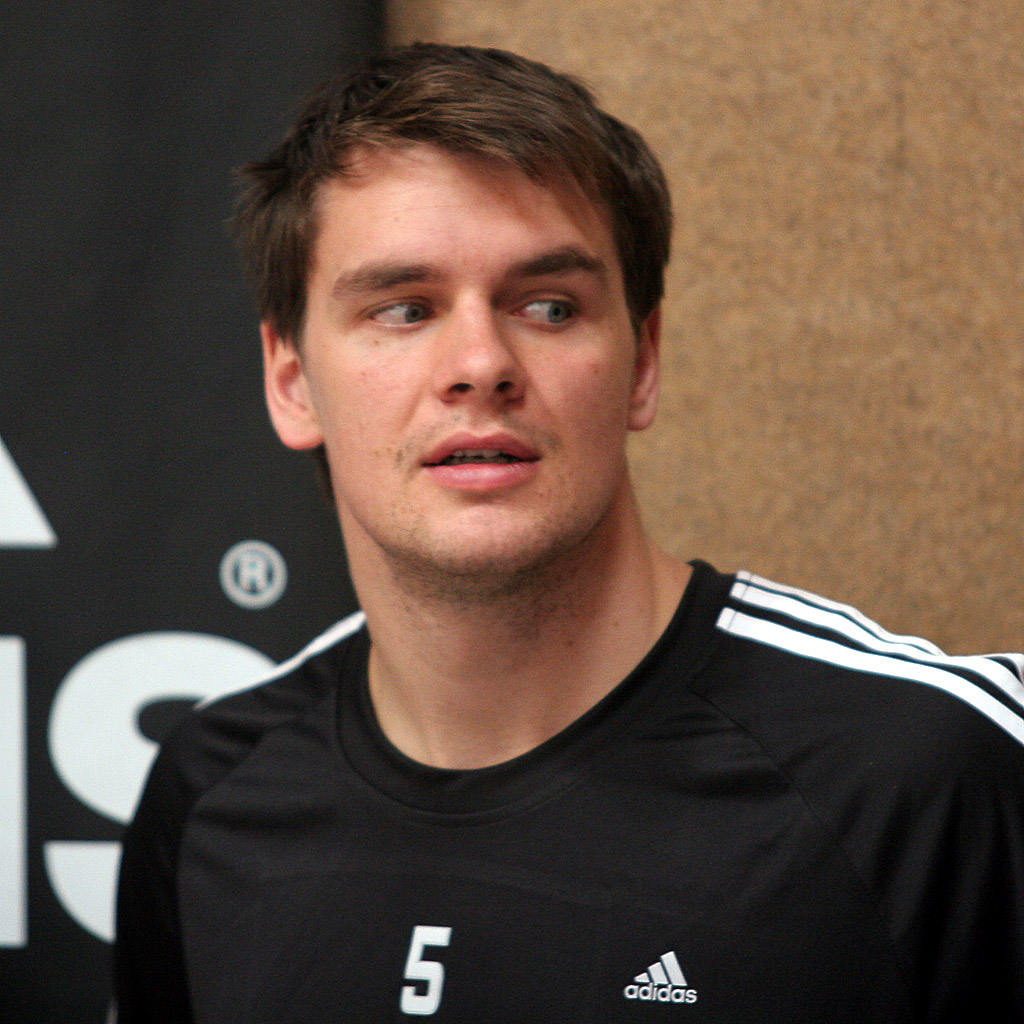
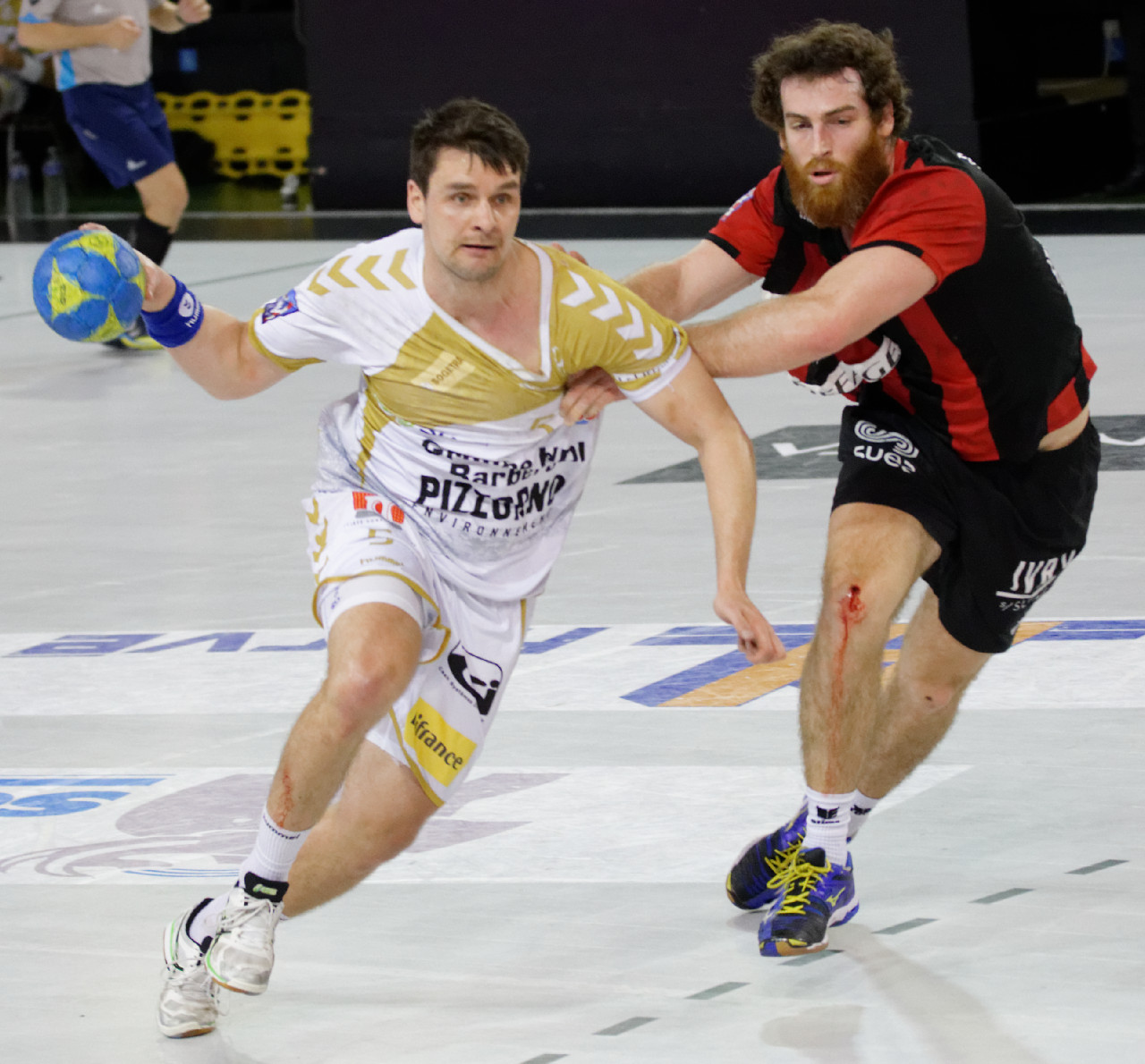